# خان نایب
خان نایب فیلمی به کارگردانی غلامرضا سرکوب و نویسندگی محمد بلوری محصول سال ۱۳۵۶ خورشیدی است.

## خلاصه‌‌‌‌‌ فیلم
استوار نایب مأمور خدمت در محله ای نزدیک فرودگاه و مورد احترام و علاقه ی اهالی محله است. دختر استوار، فرنگیس مورد محبت جوان دوچرخه ساز محله، مهدی است. حسن قصاب نیز به فرنگیس توجه دارد. پرواز کبوتر ها باعث سقوط هواپیمایی می شود و دولت دستور از بین بردن کبوتر ها را می دهد و استوار نایب ناچار از انجام وظیفه است. اهالی محله با او نامهربان می شوند و در همین زمان حسن قصاب با توطئه، قتل زنی را متوجه مهدی می کند و استوار با پیگیری قاتل را شناسایی و باعث آزادی مهدی می شود. نایب بازنشسته شده و گروهبان حسنی جای او را می گیرد که روحیه ای کاملاً مغایر نایب دارد. با توطئه چینی گروه حسن قصاب، در روز مراسم ازدواج مهدی و فرنگیس، گروهبان حسنی وارد خانه ی نایب شده تا کبوترهایی را که در خانه ی او لانه کرده اند از بین ببرد، نایب کوشش می کند کبوتر ها را فرار دهد و در جریان این عملیات اگر چه موفق می شود که کبوتر ها را آزاد کند اما خود طی تصادفی با اتومبیل در می گذرد

## بازیگران[۱]
اسامی بازیگران به ترتیب نمایش در عنوان‌بندی فیلم:
1. منوچهر وثوق به نقش مهدی
2. جلال پیشواییان به نقش حسن قصاب
3. شکوفه بیاتی به نقش فرنگیس
4. عزت‌الله رمضانی‌فر
5. محمدتقی کهنمویی
6. حسن رضایی
7. هنگامه به نقش آزیتا بندری
8. آتوسا [پناهی]
9. ملیحه نصیری
10. کارمن
11. [هوشنگ] معصفری
12. نریمان [شیری‌فرد]
13. رضا حاجیان
14. جابر
15. حمید خسروی (هنرپیشه خردسال)
16. آرمان به نقش استوار خان نایب
17. کاظم افرندنیا (عدم نمایش در عنوان‌بندی)
18. مسعود چوبین (عدم نمایش در عنوان‌بندی)

## تولید
- هفته اول شهریور ۱۳۵۵: صدا برداری[۱]
- هفته دوم شهریور ۱۳۵۵: ادامه مراحل فنی[۱]

## گروه موسیقی
- حسین واثقی: آهنگساز ترانه‌ها و موسیقی متن
- خسرو: خواننده
- پروا: خواننده